# 浜木綿 (中国料理レストラン)

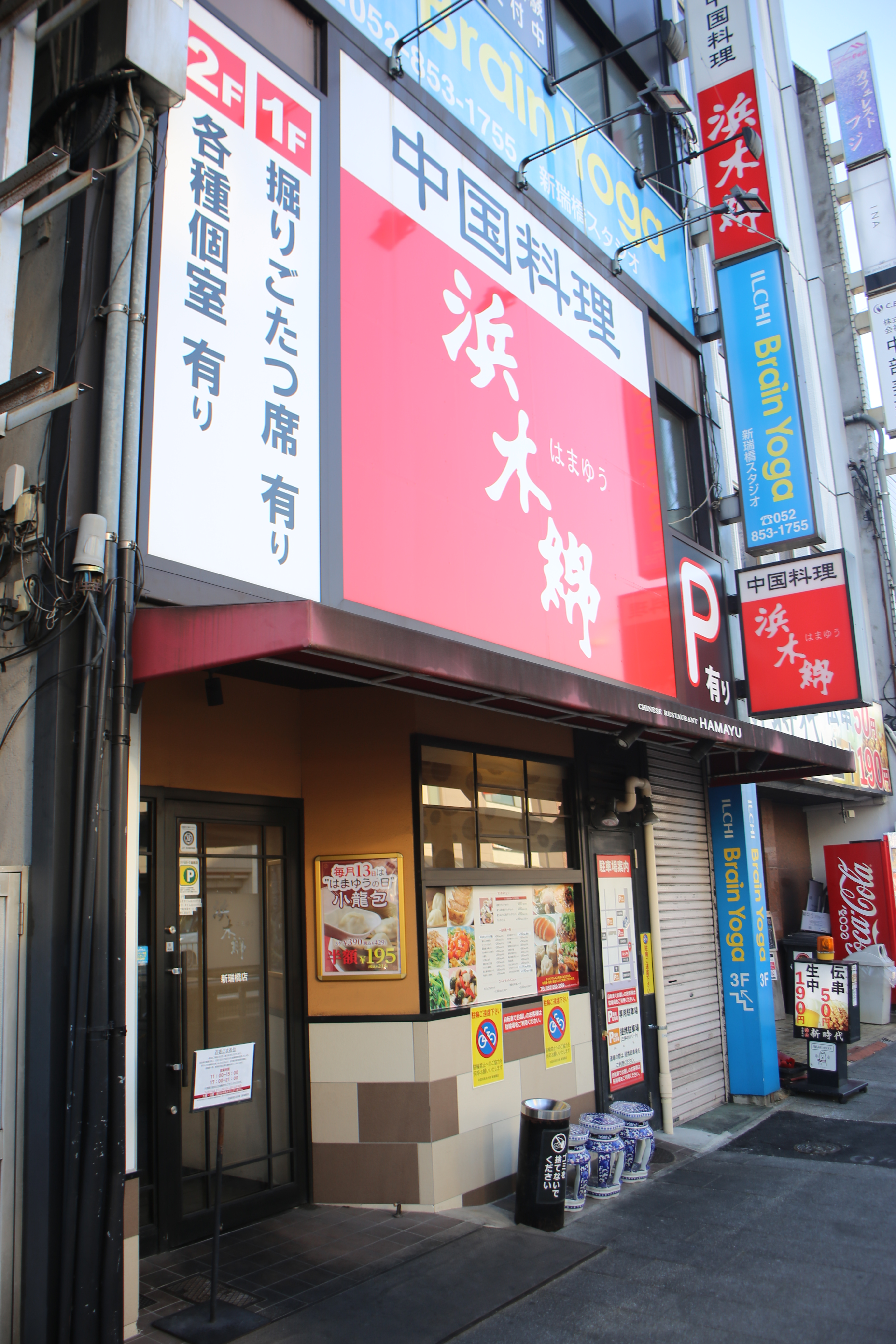
浜木綿新瑞橋店（2022年（令和4年）2月）

株式会社浜木綿（はまゆう、英: HAMAYUU CO.,LTD.）は、同名の中国料理レストランを展開する企業。本社を愛知県名古屋市昭和区におく。東京証券取引所スタンダード市場および名古屋証券取引所メイン市場上場。

## 概要
浜木綿では「四世同堂」（四世代の家族が集まって会食する）、「癒食同源」（体の源から癒やす食事と空間を提供する）という2つのコンセプトを掲げている。また、ベジタリアン対応メニューも提供している。

### 展開する業態
株式会社浜木綿は、社名にもなっている中国料理レストラン「浜木綿」のほか、積極的に新業態の開発を行っている。2022年（令和4年）11月現在、直営店舗として40店舗を数えるが、その内訳は以下の通りである。
- 浜木綿 - 32店舗
- 四季亭 - 3店舗
  - 全席個室の中国料理レストラン[6]。
- 桃李蹊 - 4店舗
- 桃李蹊カジュアル - 1店舗

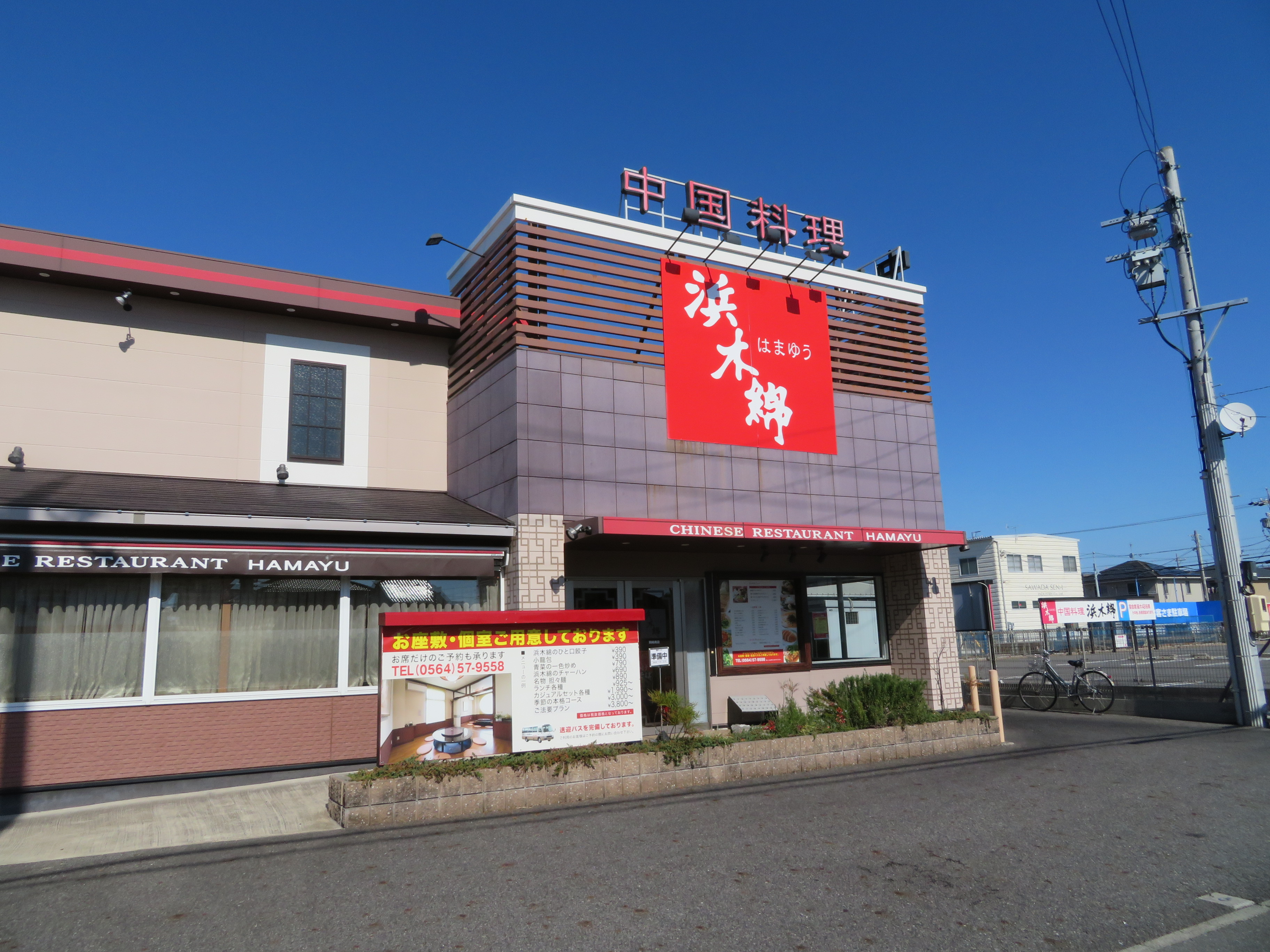
浜木綿岡崎南店（2020年（令和2年）3月）
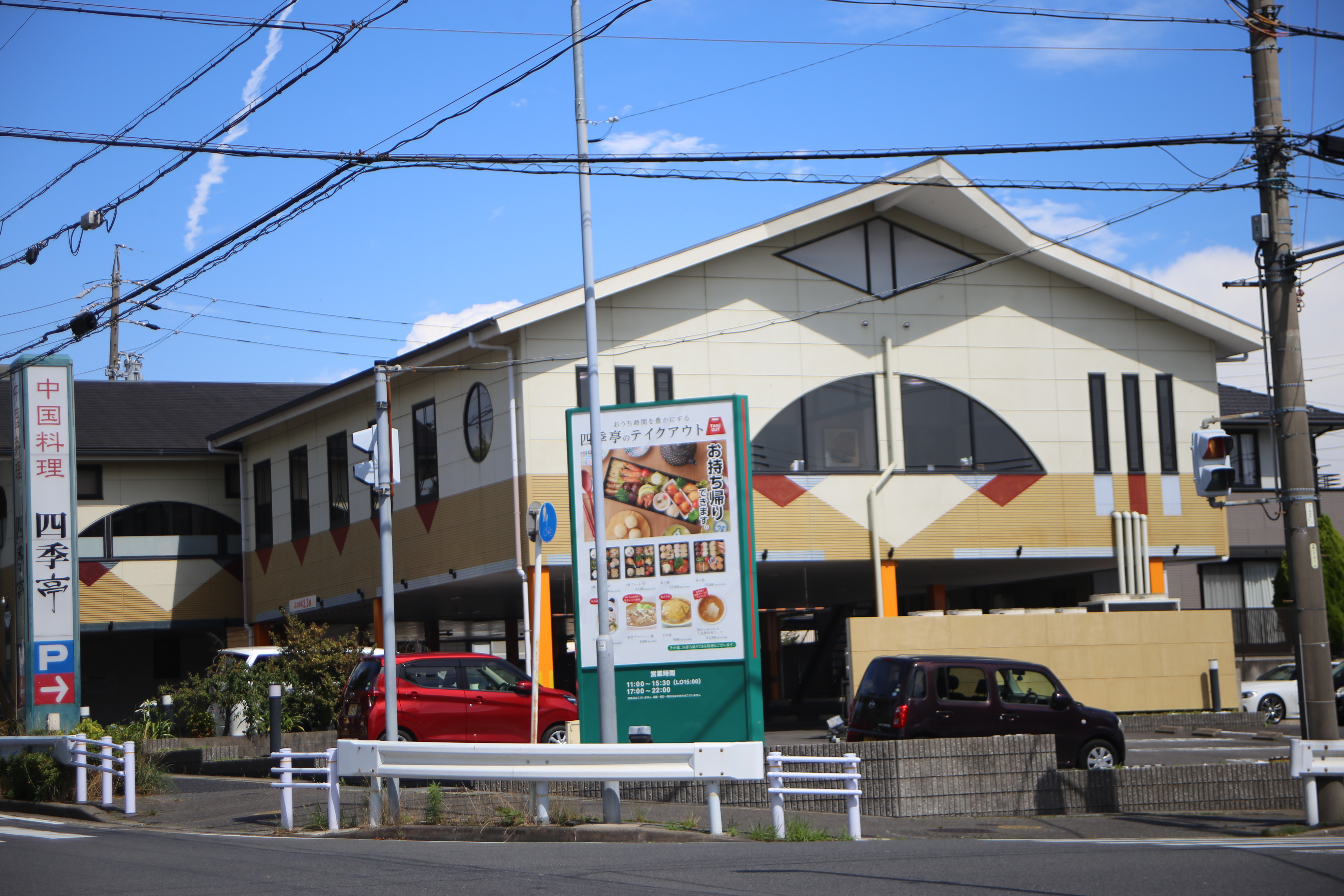
四季亭滝の水店（2021年（令和3年）6月）
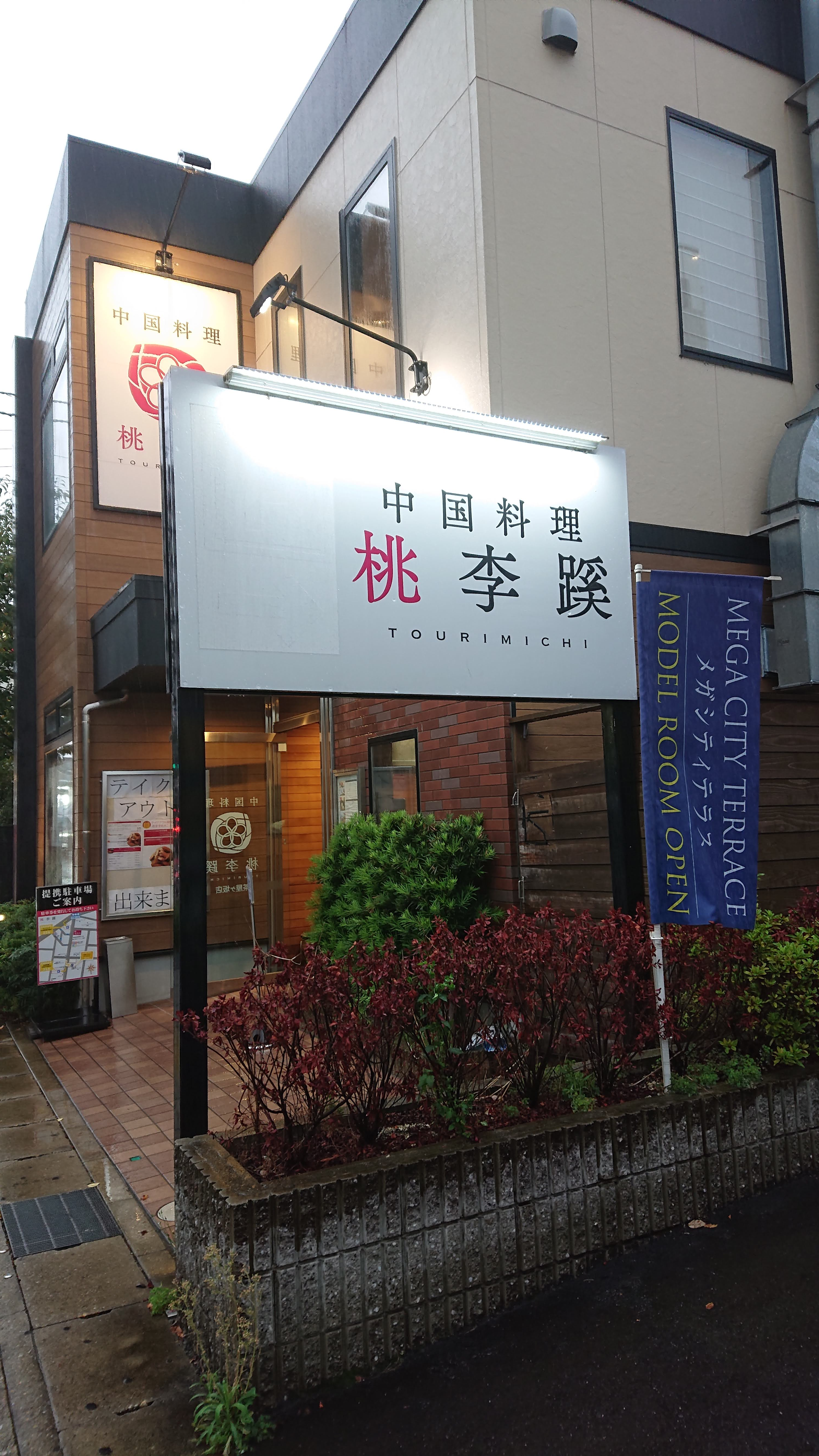
桃李蹊茶屋ヶ坂店（2020年（令和2年）9月）

### 以前の業態
- チャイニーズレストラン プーアープー - プーアープー（Peu a Peu） - フランス語でスローフードを意味する言葉であるという[4]。
- ハッピーキッチン[4]
- 浜木綿・旬菜館[4]
- メンヤム - 2022年（令和4年）9月30日限りで閉店。

## 沿革
1967年（昭和42年）2月、林益茂により愛知県名古屋市瑞穂区新瑞橋において個人経営の中国料理店の「はまゆう」が開業。翌年には同県同市昭和区山手通に中国料理「浜木綿」山手通本店を「本店」として開業し、同時に「株式会社浜木綿」として法人化し、同所を本社とした。
- 1970年（昭和45年） - 写真を貼ったメニューを作成[4]。この取り組みは名古屋エリアでは初であるという[4]。
- 1985年（昭和60年）11月 - 名古屋市昭和区に中華喫茶「点心」を開店[6]。
- 1990年（平成2年） - 飲茶をテーマとした「浜木綿末盛店」が開業[4]。
- 1997年（平成9年） - 名古屋市緑区に「四季亭」滝の水店が開業[4]。
- 1998年（平成10年） - セントラルキッチン植田工場を設置[4]。
- 2001年（平成13年） - 名古屋市中区において「ハッピーキッチン」栄錦通店が開業[4]。
- 2002年（平成14年） - 「ハッピーキッチン」栄錦通店を業態転換し、「浜木綿 旬菜館」錦店とした[4]。
- 2003年（平成15年） - 愛知県岡崎市において「チャイニーズレストラン プーアープー」岡崎店を開業[4]。
- 2005年（平成17年）10月 - 東京都国分寺市に関東進出一号店を開業[4]。